# Samira Azzam
Samira Azzam (àrab: سميرة عزام, Samīra 'Azzām) (Acre, Palestina, 13 de setembre de 1927 - Amman, Jordània, 8 d'agost de 1967) fou una escriptora i periodista palestina que rep el sobrenom de «pionera del relat curt» al seu país.

## Biografia
Samira Azzam va néixer en una família cristiana ortodoxa a Acre, Palestina. Azzam va cursar l'educació primària a l'escola pública d'Acre i després en una escola de monges de Gaza. Quan va acabar els seus estudis, es va dedicar a l'ensenyament en una escola catòlica entre els anys 1943 i 1945. Durant aquest temps va començar a escriure articles per a un diari palestí sota el pseudònim de «Noia de la costa». L'any 1948, Azzam i la seva família van emigrar cap al Líban a causa de l'èxode dels palestins.
Azzam va estudiar anglès fins a dominar-lo i va continuar els seus estudis a distància. Més tard, es va convertir en la directora de l'escola on treballava. Va emigrar al Líban amb la seva família durant un breu període després de la Nakba de 1948. Després, va viatjar a l'Iraq i va treballar durant dos anys com a mestra en una escola per a noies de la ciutat d'Hilla, abans de tornar al Líban i començar a escriure per a algunes revistes.
L'any 1957 Azzam es va casar amb l'escriptor Youssef al-Hassan a Beirut i tots dos van tornar cap a Bagdad. Va signar un contracte amb Ràdio Bagdad i Kuwait i hi va ocupar el càrrec de supervisora de programes literaris des de l'any 1957 fins al 1959.
També va coeditar del diari Al Shaab amb Badr Shakir al-Sayyab.
El 1959 Azzam i el seu marit van ser deportats al Líban, on va començar a treballar per a una empresa de traducció i publicació i va traduir tot un ventall d'obres literàries de l'anglès. Dos anys més tard va deixar la seva família per treballar com a directora d'una escola per a noies a l'Iraq. És aquí on va començar la seva carrera com a locutora de ràdio a la companyia de radiodifusió de l'Àsia Oriental. Primer, va escriure pel programa «El racó de les dones» i després, l'emissora la va traslladar a Beirut, on va presentar el programa «Amb el matí». La seva veu es va tornar coneguda per a molts àrabs, cosa que va fer que la seva escriptura agafés més força.
El 24 de desembre de 1959, Samira Azzam es va casar amb l'escriptor Youssef al-Hassan i van tornar a l'Iraq durant un curt període. Poc després, però, van haver de marxar perquè, després de la caiguda de la monarquia, la nova república la va acusar d'emetre programes de ràdio hostils cap al nou règim. Quan va tornar a Beirut va començar a escriure per a diverses publicacions per a dones i també va traduir clàssics de l'anglès a l'àrab. A més, durant els anys seixanta va ser políticament molt activa. El 8 d'agost de 1967, Samira Azzam va morir a causa d'un atac de cor.

## Obra[1]
- Azzam, Samira. أشياء صغيرة [Coses petites] (en àrab).  Beirut: دار العلم للملايين, 1954.
- Azzam, Samira. الظل الكبير [La gran ombra] (en àrab).  Beirut: دار الشرق الجديد, 1956.
- Azzam, Samira. الساعة والإنسان [L'hora i l'ésser humà] (en àrab).  Beirut: دار العودة, 1963.
- Azzam, Samira. أصداء [Ecos] (en àrab).  Beirut: مكتبة بيسان, 1997.

### Traduccions (selecció)
- Shaw, George Bernard. كانديدا [Candida] (en àrab). Traducció: Samira Azzam.  Beirut: دار العلم للملايين, 1955.
- West, Ray B. القصة القصيرة في أميركا [The Short Story in America]. (en àrab). Traducció: Samira Azzam.  Beirut: دار صادر, 1961.
- Ross, Danforth. القصة الأمريكية القصيرة [The American Short Story] (en àrab). Traducció: Samira Azzam.  Beirut: المكتبة الأهلية, 1962.